# Курочкин, Виктор Александрович
Ви́ктор Алекса́ндрович Ку́рочкин (23 ноября 1923, Тверская губерния — 10 ноября 1976, Ленинград) — русский советский писатель, сценарист и драматург, журналист. Участник Великой Отечественной войны. Автор повести «На войне как на войне». Яркий представитель «лейтенантской прозы». Выступил в качестве актёра кино в эпизодической роли.

## Биография
Родился в деревне Кушниково (ныне Старицкий район, Тверская область) в крестьянской семье. Официальная дата рождения писателя — 23 декабря 1923 года, однако по свидетельству жены он родился 23 ноября 1922 г.
С 1930 по 1941 год семья жила в Павловске. Отец — управдом, мать — рабочая. Затем переезд из Павловска в Ленинград.
Великая Отечественная война застала его в Ленинграде. Во время блокады он работал вместе с отцом на заводе, выпускавшем зенитные снаряды.

Сестра с матерью эвакуировались к родственникам в Ярославль. Я с отцом остался в осаждённом Ленинграде. Работал на заводе шлифовальщиком. Работа у меня была несложная: обтачивал зенитные снаряды. В конце января 1942 года умерли отец и тётка, у которой мы жили. Я остался один.
— Виктор Курочкин
Весной 1942 года в крайне истощённом состоянии был эвакуирован из блокадного Ленинграда через Ладогу. В Ярославской области он два месяца лечился от дистрофии, в июне 1942 года был призван в армию и направлен в танковое училище.
С 23 июня 1942 года — курсант Ульяновского гвардейского танкового училища (с 1 марта 1943 года — курсант 2-го Киевского артиллерийского училища (Саратов). 20 июня 1943 года лейтенант Курочкин назначен командиром СУ-85 в 1893-й самоходный артполк 3-й танковой армии 1-го Украинского фронта. С 5 августа 1944 года в составе 1-го гвардейского артиллерийского полка 4-й танковой армии 1-го Украинского фронта: Курская дуга, освобождение Левобережной Украины, форсирование Днепра, освобождение Киева, Львова.
31 января 1945 года, к тому времени гвардии лейтенант из 1-го гвардейского самоходного-артиллерийского полка, был тяжело ранен при форсировании Одера.
После войны в 1949 году окончил Ленинградскую юридическую школу, в 1949—1951 годах работал судьёй в посёлке Уторгош Новгородской области, затем журналистом в ленинградских газетах «Ленинградская правда» и «Смена». Обучался на заочном отделении Литературного института, который окончил в 1959 году. Среди зачётных рассказов первой учебной сессии (1954) были «Соперницы», впоследствии лёгшие в основу фильма «Ссора в Лукашах».
По первой повести режиссёром В. И. Трегубовичем в 1968 году был снят фильм «На войне как на войне». Виктор Курочкин снялся в фильме в небольшой эпизодической роли священника, читающего молитву над телом покойника. Впрочем, в титрах его фамилии в качестве актёра нет.
В этом же году был жестоко избит милиционерами, получил инсульт и с тех пор тяжело болел до самой смерти.
Умер 10 ноября 1976 года. Похоронен на Комаровском кладбище.

Виктора Александровича Курочкина дико избили в милиции. Пьяненького. Инсульт <…> В шестьдесят девятом году Виктор Курочкин перенёс инфаркт и инсульт. У него парализовалась правая рука и отнялась речь, читать он тоже не мог.
— Виктор Конецкий

### Литературная работа
Начал писать, работая народным судьёй. Первыми его пробами пера явились военные воспоминания, которые, в большинстве своём, так и остались черновиками. Единственным результатом этой деятельности впоследствии явился рассказ «Неравный бой», повествующий о девочке, которая подсказала русским танкистам во время уличных боёв, где скрываются фашистские танки, и тем самым решила исход боя. Дебютировал в литературе в 1952 году рассказом «Пастух».
В 1956 году в альманахе «Молодой Ленинград» был опубликован его рассказ «Яба», который, по словам жены писателя Г. Е. Нестеровой-Курочкиной, явился зачином для «Записок народного судьи Семёна Бузыкина». Эта повесть, написанная Курочкиным в 1962 году, впервые была опубликована только в 1988-м, первоначально была отвергнута цензурой.
Автор книг «Короткое детство», «Наденька из Апалева», «Заколоченный дом», «На войне как на войне»; пьесы «Козыриха» и др.
Самым известным произведением писателя стала повесть «На войне как на войне», вошедшая в золотой фонд русской военной прозы. Повесть была опубликована в 1965 году, а в 1968-м экранизирована.

## Фильмография
- 1959 — Ссора в Лукашах — сценарист.
- 1968 — На войне как на войне — сценарист / эпизод (старик в доме с покойником).

## Награды
- орден Красной Звезды (4.XII.1943)
- орден Отечественной войны II степени (22.II.1944; был представлен к ордену Красного Знамени) — за бой с 2 немецкими «Тиграми», один из которых экипажу Курочкина удалось уничтожить, кроме того самоходчики уничтожили до взвода живой силы противника[17];
  - орден Отечественной войны I степени (7.II.1945) — самоходка Курочкина первой с боем ворвалась в деревню Каммельвиц, уничтожив два бронетранспортёра с пехотой противника и 5 автомашин с грузами. Экипажем уничтожено до 30 солдат противника, 4 взято в плен[18].
- медаль «За взятие Берлина» (1945).
- медаль «За освобождение Праги» (1945).
- медаль «За победу над Германией» (1945).
- Юбилейные медали на XX и XXX лет Победы, 50 лет Вооружённых сил СССР.